# Billy Dwa Kapelusze
Billy Dwa Kapelusze (tytuł oryg. Billy Two Hats, tytuł alt. The Lady and the Outlaw) – amerykański western z 1974 w reżyserii Teda Kotcheffa i według scenariusza Alana Sharpa. W rolach głównych wystąpili Gregory Peck i Desi Arnaz Jr.

## Fabuła
Pod koniec lat 90. XIX wieku podstarzały szkocki kowboj, Arch Deans (Gregory Peck), łączy siły z młodym, pół-Indianinem Billym Dwa Kapelusze (Desi Arnaz Jr.), którego ojciec był przywódcą plemienia. Razem dokonują napadu, w trakcie którego przypadkowo zabijają mężczyznę. Ponieważ ich łup wynosi tylko 420 dolarów, uciekają. Kiedy Billy zostaje schwytany, Deans ratuje go, ale w trakcie ucieczki zostaje postrzelony w nogę przez Copelanda (David Huddleston), właściciela saloonu. Z pomocą prowizorycznych noszy Billy ciągnie go za swoim koniem na ranczo. Po tym, jak Deans namawia farmera Spencera (John Pearce), aby zabrał go do lekarza, udają się w czterodniową podróż wozem. W tym czasie Billy, który zostaje na ranczu, nawiązuje romantyczną relację z Esther (Sian Barbara Allen), żoną farmera. Na jego trop wpada szeryf Henry Gifford (Jack Warden). Deans i Spencer wpadają w kłopoty na szlaku i zostają zabici przez czterech Indian.

## Obsada
Opracowano na podstawie materiału źródłowego:

- Gregory Peck – Arch Deans
- Desi Arnaz Jr. – Billy Dwa Kapelusze
- Jack Warden – szeryf Henry Gifford
- David Huddleston – Copeland, właściciel saloonu
- Sian Barbara Allen – Esther Spencer
- John Pearce – Spencer
- Dawn Little Sky – squaw Copelanda
- W. Vincent St. Cyr – przywódca Indian
- Henry Medicine Hat – Indianin
- Zev Berlinsky – Indianin
- Antony Scott – Indianin
- Vic Armstrong – Harry Bradley

## Produkcja
Zdjęcia realizowano w Izraelu, w Tel-Awiwie i jego okolicach, na pustyni wokół Aszkelonu oraz w pobliżu portu Morza Czerwonego w Ejlacie. Plan w Tel-Awiwie i okolicach miasta imitował amerykański stan Arizona. Okres zdjęciowy trwał od 15 października do 13 grudnia 1972.

## Odbiór

### Premiera kinowa i recenzje
Wczesna premiera dla krytyków miała miejsce 19 października 1973. Na prośbę Teda Kotcheffa, argumentującego, że film przepadnie w dużej liczbie premier pod koniec roku, United Artists zgodziło się na przełożenie oficjalnej premiery na maj 1974. American Film Institute (AFI) za dzień wprowadzenia obrazu na ekrany kin w Los Angeles w Kalifornii podaje 13 marca 1974.
W przeciwieństwie do pozytywnej recenzji „Variety” z 7 listopada, głoszącej, że Billy Dwa Kapelusze jest „świeżym, innym filmem [pierwszym nakręconym w Izraelu], który zaczyna się od przemocy i zawiera jej trochę w całym filmie, ale nigdy nie zatrzymuje się z miłością na chaosie i krwi; ergo, jest łagodny dla grupy Sama Peckinpaha, ale tak dobrze poprowadzony pod każdym względem, że powinien mieć świetlaną przyszłość zarówno w kraju, jak i za granicą”, film zebrał krytyczne oceny; Gene Siskel z „Chicago Tribune” wystawił mu dwie gwiazdki w czterostopniowej skali, argumentując: „Gdy akcja, co nieuchronnie musi nastąpić, przechodzi do rozmowy między Peckiem i Arnazem, Billy Dwa Kapelusze staje się nudny. A gdy młody Arnaz nawiązuje romans z jąkającą się narzeczoną pewnego farmera, akcja i dialogi stają się wręcz żenujące”. „Los Angeles Herald Examiner”, w recenzji z 3 marca 1974, zwracał uwagę, że „w znakomitej roli, nieco przyćmionej zbyt mocnym szkockim akcentem, Gregory Peck gra rolę pogodnego przestępcy…”.
Kevin Thomas z „Los Angeles Timesa” pisał: „Postacie scenarzysty Alana Sharpa są dobrze nakreślone i dobrze zagrane, ale tempo filmu Billy Dwa Kapelusze jest zbyt powolne, a styl zbyt złowieszczy, by podtrzymać zainteresowanie widzów”. John Raisbeck na łamach „The Monthly Film Bulletin” przyznał: „Podobnie jak Ucieczka Ulzany [1972], również napisany przez Alana Sharpa, Billy Dwa Kapelusze jest filmem o myśliwych i ich ofiarach, skupiającym się na relacji ojciec/syn; tylko tutaj tradycyjne role są odwrócone, a posiwiały Deans (Gregory Peck bezskutecznie zmagający się ze szkockim akcentem) musi polegać na swoim zaradnym młodym towarzyszu. Motyw ten jest jednak przedstawiony z oczywistością, która charakteryzuje większą część filmu”.
Dla Judith Crist z „New Yorka” był on „międzynarodowym miszmaszem… tak ponurym i pretensjonalnym, jak i całkowicie okropnym”. W dalszej część dodała, że „dialekt Pecka [trzymaj głowę nisko, bo nie znajdziesz nikogo, kto do ciebie strzela] zapewnia komiczny akcent w filmie przesiąkniętym krwią”.